# 奥通娜·帕维亚
奥通娜·帕维亚（法語：Automne Pavia，1989年1月3日—），法国女子柔道运动员，2012年夏季奥林匹克运动会女子57公斤级铜牌得主、2014年世界柔道锦标赛女子57公斤级铜牌得主、2015年世界柔道锦标赛女子57公斤级铜牌得主。